# Sante della Valentina
Sante della Valentina (1748 – Venezia, 1826) è stato un presbitero e letterato italiano.

## Biografia
Divenuto prete nel 1774 pochi anni dopo, nel 1779, fu nominato cappellano della Scuola Grande di San Rocco alla quale restò legato fino alla sua morte. 
Alla fine della Repubblica di Venezia, ebbe un ruolo importante quando la Scuola Grande assieme alle altre Scuole e ai conventi di Venezia, fu chiusa dal nuovo governo francese nel 1806. Don Sante Della Valentina intervenne contro questo provvedimento contribuendo così a far riaprire la Scuola di San Rocco che, unica tra tutte le altre, dopo un paio di mesi di chiusura, ritornò a svolgere la sua attività che dura ininterrottamente dal 1478.
Don Sante Della Valentina è ricordato all'interno della Chiesa di San Rocco, appartenente alla confraternita, con una lapide in marmo posta nella cappella a sinistra del presbiterio, per sottolineare il suo impegno nei confronti della Scuola Grande e il suo prezioso contributo nel salvataggio della Scuola stessa.